# Colonia San Miguel, Oaxaca
Colonia San Miguel är en ort i Mexiko.   Den ligger i kommunen San Pedro Mixtepec -Dto. 22 - och delstaten Oaxaca, i den sydöstra delen av landet, 500 km sydost om huvudstaden Mexico City. Colonia San Miguel ligger 101 meter över havet och antalet invånare är 244.
Terrängen runt Colonia San Miguel är kuperad åt nordost, men åt sydväst är den platt. Havet är nära Colonia San Miguel åt sydväst. Runt Colonia San Miguel är det glesbefolkat, med 9 invånare per kvadratkilometer. Närmaste större samhälle är Puerto Escondido, 2,5 km sydväst om Colonia San Miguel. Omgivningarna runt Colonia San Miguel är en mosaik av jordbruksmark och naturlig växtlighet.